# Ruprechtia howardiana
Ruprechtia howardiana là một loài thực vật có hoa trong họ Rau răm. Loài này được Aymard & P.E.Berry miêu tả khoa học đầu tiên năm 1999.